# Mount Kjerka
Mount Kjerka (in Australien Church Mountain) ist ein 865 m (nach australischen Angaben 863 m) hoher und felsiger Berg im ostantarktischen Mac-Robertson-Land. Am südlichen Ende der Gustav Bull Mountains ragt er 17,5 km südlich des Mount Marsden auf.
Norwegische Kartographen kartierten ihn anhand von Luftaufnahmen der Lars-Christensen-Expedition 1936/37 und benannten ihn als Kjerka (norwegisch für Kirche). Das Advisory Committee on Antarctic Names übertrug 1947 diese Benennung ins Englische.